# PCMan File Manager
PCMan File Manager (PCManFM) ist ein Dateimanager, der als leichtgewichtiger und schneller Ersatz für z. B. Nautilus oder Konqueror gedacht ist. Er folgt der Zielsetzung, ein brauchbarer Dateimanager zu sein (und nichts darüber hinaus) und folgt den Freedesktop.org-Standards. Er wird in C entwickelt, für die Benutzeroberfläche wird seit 2016 GTK+ 3  verwendet. Seit 2013 existiert daneben auch eine Qt-Version. 
Das Programm ist Teil der vom selben Autor gestarteten Desktop-Umgebung LXDE, in welcher es auch für bestimmte Elemente des Arbeitsbereiches wie den virtuellen Mülleimer zuständig ist. PCManFM gehört weiterhin zum Paketbestand von Debian-basierenden Linux-Distributionen und ist beispielsweise bei Lubuntu standardmäßig der Dateimanager.

## Merkmale
Zu seinen Funktionen zählen mit Vorschaubildern für Bilder, Desktop-Icons, Registernavigation, experimenteller Inotify-Unterstützung und Unterstützung für das Gnome Virtual File System (gvfs) viele Funktionen, die nicht nur für ein als schlank ausgelegtes Programm selten sind. Neben der Spaltenansicht „Orte“ bietet PCManFM eine Baumansicht der Verzeichnisstruktur („tree view“).

## Geschichte
PCManFM wurde 2006 als die erste Komponente der Desktop-Umgebung LXDE freigegeben.
2010 wurde PCManFM für die kommende 1.0-Veröffentlichung von Grund auf neugeschrieben (PCManFM2, Versionen ≥0.9). Diese Versionen enthalten Unterstützung für das Gnome Virtual File System.